# 青野暦
青野 暦（あおの こよみ、1992年 - ）は、日本の小説家、詩人。

## 人物・経歴
1992年生まれ、東京都在住。
2021年4月、「穀雨のころ」で第126回文學界新人賞を受賞。同年11月、第一詩集『冬の森番』で第10回エルスール財団新人賞現代詩部門を受賞。

## 作品リスト

### 単行本
詩集
- 『冬の森番』思潮社、2021年9月。 ISBN 978-4-7837-3761-2

### 単行本未収録作品
- 「穀雨のころ」-『文學界』2021年5月号
- 「夢と灰」-『文學界』2022年6月号
- 「雲をなぞる」 - 『群像』2022年12月号
- 「草雲雀日記抄」 - 『文學界』2024年5月号